# Christian Vander
Christian Vander (* 21. února 1948, Nogent-sur-Marne, Francie) je francouzský avantgardní bubeník, skladatel a zakladatel zeuhl skupiny Magma. Kromě ní působí sólově v Christian Vander Triu, Christian Vander Quartetu a je též autorem několika komorních sólových projektů nazývaných Offering.
V České republice vystoupila Magma v roce 2005, kdy se v Praze uskutečnily dva koncerty na festivalu Alternativa, a říjnu 2015 zde odehrál Vander s Magmou další koncert.